# John Morton (bàsquet)
John Lee Morton Jr. (Bronx, Nova York, 18 de maig de 1967) és un exjugador de bàsquet nord-americà que va jugar durant 3 temporades en l'NBA, i que la resta de la seva carrera professional va transcórrer gairebé sempre a la Lliga ACB. Amb 1,90 metres d'altura, ho feia en la posició de base.

## Carrera esportiva
Va jugar durant quatre temporades a l'NCAA amb els Pirates de la Universitat Seton Hall. Va ser triat en la vint-i-cinquena posició del Draft de l'NBA del 1989 per Cleveland Cavaliers, on va jugar dues temporades com a tercer base, després de Steve Kerr i Mark Price. Només començar la temporada 1991-92, la tercera a l'NBA, els Cavs es van desfer d'ell, signant com a agent lliure per Miami Heat, on únicament va arribar a jugar 21 partits. Després d'un breu pas per la CBA, va decidir provar sort en el continent europeu, fitxant pel Joventut de Badalona de la Lliga ACB, on va jugar dos mesos en substitució del lesionat Tomàs Jofresa. En acabar el seu contracte a Badalona se'n va tornar a la CBA. La temporada següent va tornar a la lliga espanyola, començant una llarga carrera a Espanya que el va portar a jugar en el Somontano Osca, el CB Gran Canària, el Covirán Granada i de nou temporalment el Gran Canària per substituir el lesionat Rex Walters. Va acabar la seva trajectòria professional jugant a 2002 al Virtus Ragusa de la lliga italiana.